# Stazione di Kōrien
La stazione di Kōrien (香里園駅?, Kōrien-eki) è una stazione ferroviaria delle Ferrovie Keihan situata nella città di Neyagawa nella prefettura di Osaka, in Giappone. La stazione è servita dalla linea Keihan Nakanoshima ed è dotata di 4 binari passanti in superficie

## Linee e servizi

### Treni
Ferrovie Keihan
● Linea principale Keihan

## Struttura
La stazione è costituita due marciapiedi a isola con quattro binari passanti su viadotto.
| 1-2 | ● Linea principale Keihan | per Hirakatashi, Chūshojima, Sanjō e Demachiyanagi (ora di punta)         |
| 3-4 | ● Linea principale Keihan | per Moriguchishi, Kyōbashi, Yodoyabashi o Nakanoshima (linea Nakanoshima) |

## Stazioni adiacenti
| «                             | Servizio                                                   | »                       |
| Linea principale Keihan       | Linea principale Keihan                                    | Linea principale Keihan |
| ----------------------------- | ---------------------------------------------------------- | ----------------------- |
| Neyagawashi                   | Locale Semiespresso Subespresso Subespresso pendolari      | Kōzenji                 |
| Neyagawashi                   | Espresso                                                   | Hirakatakōen            |
| Neyagawashi                   | Midnight Express Espresso Rapido Espresso Rapido Pendolari | Hirakatashi             |
| L'Espresso Limitato non ferma |                                                            |                         |